# 筋病理学
筋病理学（Muscle pathology）とは骨格筋の病気を扱う病理学の分野である。

## 筋生検

### 適応
大半の筋疾患は病理学的所見に基づいて分類・定義されているため筋疾患が疑われた場合は原則として筋生検が適応となる。神経原性疾患や神経筋接合部疾患の診断のために筋生検は行わない。神経原性か筋原性かの判断は両者が混在する特殊な場合を除いてほとんど筋電図で十分である。かつては筋萎縮性側索硬化症でも筋生検を行っていたが2019年現在では神経原性疾患の診断のために筋生検は行わない。しかし筋疾患と筋萎縮性側索硬化症の区別が困難な場合は行うことがあり得る。筋生検でなければ情報が得られないものは以下の4点である。
間質の変化
炎症細胞浸潤や線維化の情報である。
構造変化
筋原線維の変性やグリコーゲンなどの物質の蓄積、ネマリン小体などの特異的構造物の存在など筋繊維そのものの構造変化
物質の欠損
ジストロフィン染色など免疫組織化学的手法で証明される物質の欠損
遺伝子解析
進行性外眼筋麻痺では遺伝子検査は筋生検材料を用いることが望ましい。
逆に筋疾患であっても筋生検が積極的適応とならないものも知られている。診断的所見が乏しい疾患は筋生検の適応とならない。筋強直性ジストロフィーや顔面肩甲上腕型筋ジストロフィーがこれにあたる。また血液による遺伝子検査がスクリーニングに有効な疾患では筋生検よりも遺伝子検査が優先される。デュシャンヌ型筋ジストロフィー、福山型筋ジストロフィー、GNEミオパチー、眼咽頭型筋ジストロフィー、MELAS、MERRF、LGMD2Aなどがこれに該当する。

### 生検の部位
生検部位は徒手筋力テスト4レベルの筋を生検することが望ましい。特に筋炎など選択的な筋障害をみとめる疾患ではMRIで所見のある部位を狙って筋生検するべきである。また筋生検部位はアプローチのしやすいさや術後歩行に与える影響も考慮する。成人で生検されることが多い筋は上腕二頭筋、三角筋、大腿直筋、外側広筋、短腓骨筋である。上腕二頭筋と大腿直筋が好まれる。それはタイプ1、２A、２Bの三種類の筋線維がモザイクをなして1/3ずつ存在することが確立しているため、筋線維のタイプの分布異常が評価できるからである。腓腹筋は神経原性変化と筋原性変化の区別が困難なことがあるため避けるべきである。

### 実際
生検部位としては術後の歩行制限が不要であることから上腕二頭筋が好まれる傾向がある。しかし近年はMRIによって炎症反応がある部位を選択することが多い。STIRによる高信号域やGd増強効果がある部位である。針筋電図を施行した部位は局所性の壊死性炎症反応が起こるため、生検しないことが一般的である。
皮膚切開の前にその部位の筋が収縮するか肉眼で確認する。切開部位は予めマーキングし、局所麻酔後皮膚切開する。鉗子を用いて皮下組織を鈍的に開き、筋膜に到達する。血管は切断する時は結紮し、皮神経はできるだけ温存する。筋膜はメスかはさみで切開し、鉗子で筋膜の裏を剥離する。筋線維の走行と直角に糸をかける。ペアンを用いて筋束を確保し、はさみで採取する。筋膜を吸収糸で縫合する。真皮縫合を吸収糸で行うこともある。これは創の離開を防ぐために行う。ナイロン糸を用いて皮膚縫合を行い、消毒して終了する。3日ほどは免荷する。
検体の固定にはホルマリン固定、新鮮凍結固定、グルタールアルデヒド固定などがあるが筋病理学では特別な理由がない限りホルマリン固定は行わない。筋病理学では新鮮凍結固定を用いた各種組織化学染色が発達している。

## 筋の正常組織
骨格筋には持続的な運動に適した遅筋であるタイプ1線維と素早い運動に適した速筋であるタイプ2線維の2種類に分かれる。タイプ1線維はいわゆる赤筋であり、ミトコンドリア内で脂肪酸のβ酸化によるATP合成を主なエネルギー源としている。ゆっくりと収縮することから生理学的には遅筋と呼ばれ、姿勢保持に働く抗重力筋は主にタイプ1線維である。一方、タイプ2Aおよび2B線維はいわゆる白筋であり解糖系によるグリコーゲン分解を主なエネルギー源としている。速い収縮をすることから生理学的には速筋と呼ばれる。タイプ2C線維は未熟な線維である。ミオシンATPase染色で区別される。成人の骨格筋、特に生検をよくされる上腕二頭筋や大腿直筋では1、2A、2Bがモザイク状に分布し各々1/3ずつとなる。2Cはタイプ1とタイプ2の中間的な性質をもつ。2C線維は乳幼児では正常筋でも認められるが4〜5歳になると殆ど認められない。成人では1％未満である。筋線維タイプは脊髄前角細胞が決定している。タイプ1線維を支配する神経を切断し、タイプ2線維を支配する神経による再支配がおこるとその筋はタイプ2線維となる。胎生期、筋線維が形成される過程で筋芽細胞が融合してできる筋管細胞はすべてタイプ2C線維であり、神経支配を受けて初めて筋線維タイプが決定する。したがって標本内にタイプ2C線維を認めた場合は神経支配を受けていない未熟な筋線維の可能性を考える。具体的には筋分化遅延、再生線維（筋再生は発生の過程を繰り返すため）、脱神経のいずれかである。筋分化遅延は先天性ミオパチー、先天性筋強直性ジストロフィーなどが該当する。これらの疾患では出生後も多数のタイプ2C線維を認める。また再生筋も2C線維となるため、筋ジストロフィーや多発性筋炎などでは長期にわたって2C線維が認められる。また神経原性疾患で脱神経が起きた時、神経再支配で筋線維のタイプが変化するときに2C線維を経由して変化する。
| 項目             | 赤筋（タイプ1） | 白筋（タイプ2） |
| ---------------- | --------------- | --------------- |
| 収縮時間         | 遅い            | 速い            |
| 神経伝導速度     | 遅い            | 速い            |
| 酸化酵素活性     | 高い            | 低い            |
| ミオグロビン     | 多い            | 少ない          |
| 解糖系酵素活性   | 低い            | 高い            |
| グリコーゲン     | 少ない          | 多い            |
| 脂質             | 多い            | 少ない          |
| ミトコンドリア数 | 多い            | 少ない          |
| Z帯幅            | 広い            | 狭い            |

### 筋組織の発生
筋芽細胞が融合し筋管細胞を形成する。一部の筋芽細胞は衛星細胞となる。筋管細胞内でタイプ2C線維が作られる、神経支配を受けて核の周辺移動、基底膜の形成がおこる。その後タイプ1、2A、2B線維の分化が起こる。生下時は5〜10%が2C線維である。

### 筋細胞の壊死と再生
筋線維がどのように壊死に陥るかは2010年現在も詳細は不明である。何らかの原因で細胞膜が壊れ、細胞外液が細胞内に流入することで筋線維は崩壊すると考えられている。細胞外液が細胞内に流入すると蛋白分解酵素が活性化され、筋線維内の筋原線維は消化され壊死に至る。筋線維は長い細胞のため筋線維全部が壊死することはなく、通常は線維の一部であるsegmentalな壊死となる。筋原線維が消化された壊死の初期は筋線維の染色性の低下（HE染色やゴモリ・トリクローム変法で淡く染まる）が認められる。12時間ほど経過すると単核球や多核球といった炎症細胞が壊死線維に周囲に認められるようになる。24時間で壊死線維内に貪食細胞が認められ、48時間で壊死線維は単核細胞で埋もれてしまう。貪食細胞はライソゾーム酵素を多く持つため酸ホスファターゼ染色で赤染する。筋線維内の壊死した部分が清掃された後、障害から3〜4日で筋線維は好塩基性（HE染色で紫）の胞体をもつ多核の細胞として認められる。この細胞が筋芽細胞のように働き筋再生を行う。筋線維が再生する状態は筋組織の発生と非常によく似ている。異なる点は基底膜が残っているため基底膜内で起ること、また神経支配下であることが多いことである。筋芽細胞の役割をするのは衛星細胞である。衛星細胞は筋障害が起こったら速やかに活性化され、筋線維の変性と同時に分裂する。壊死を起こした5〜7日で大型の核と、抗塩基性の胞体、明瞭な核小体をもつ再生線維が認められる。筋線維の再生は神経と比べると非常に早く、実験的に壊死させると2週間後には壊死筋の約半数、1カ月にはほぼすべてが再生筋に置き換わる。再生筋は2C筋でありおよそ3週間で白筋、4週間で赤筋に分化する。但し、これは実験での話であり実際には2C反応が2〜3カ月続くとされており、人体内での再生はもう少し遅いと考えられている。筋再生の時も筋発生と同様に筋分化誘導遺伝子（myogenin）が発現する。

## 筋病理の代表的染色法

### HE染色

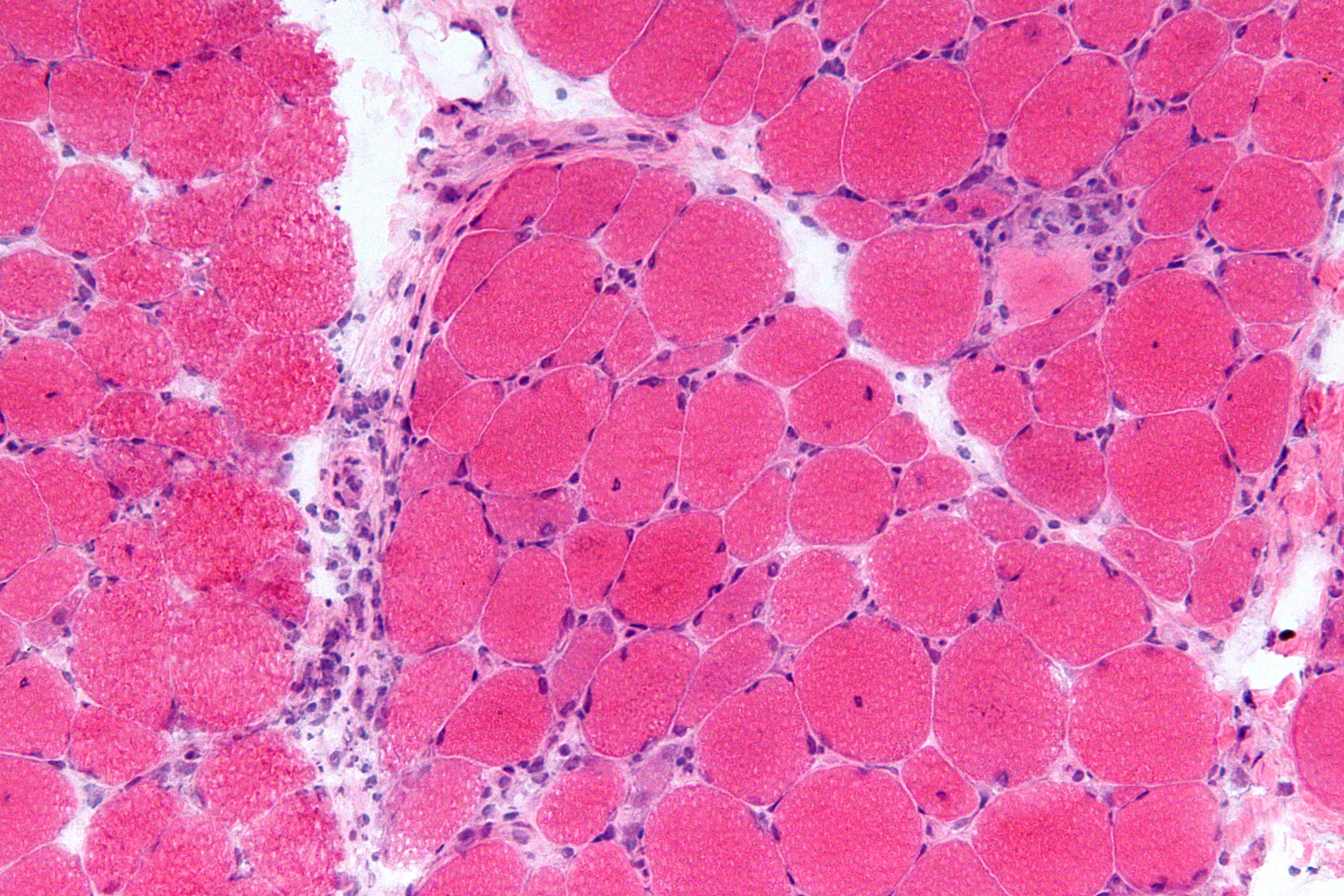
皮膚筋炎筋組織のHE染色。

HE染色（ヘマトキシリン・エオジン染色）は主に基本的な構造変化をみるための染色である。筋病理学のHE染色で得られる情報は、全体の構築の変化、筋線維大小不同、筋線維の壊死・再生、核の変化、細胞浸潤、内鞘線維化、その他の構造変化の変化の7つである。
正常の筋線維は横断面でみると多角形で筋核は周辺部に存在する。成人の場合、筋線維径は60～80μmである。通常、100μmを超えると肥大線維と判定される。筋線維の大小不同は最も基本的な病理情報のひとつである。筋線維の直径を測定し、最小径から最大径までの分布や平均を記載する。原則として障害の程度が強ければ筋線維大小不同も著しくなる。ただし先天性疾患では筋線維が全て小径であったり、筋線維径が小径線維と大径線維の二峰性に分布したりすることもある。また進行期には肥大線維のみが認められることもある。筋線維の大小不同に規則性がなく、広範であれば筋原性疾患であることが多く、小角化線維があって、群委縮の所見があれば神経性疾患であることが多い。
筋線維は数十本単位でまとまって存在しており、このまとまりを筋束（muscle fascicle）という。筋束と筋束の間の間質は周鞘（perimysium）という。筋束内の筋束と筋束との間の間質は内鞘（endomysium）という。周鞘には正常でも線維化など認められる一方で、通常は内鞘には繊維組織や細胞浸潤は認められない。そのため内鞘に線維組織が認められる場合は病的所見であり内鞘線維化（endomysial fibrosis）とよぶ。
皮膚筋炎ではしばしば萎縮線維が筋束周辺部にまとまって存在しているのが観察される。これを筋束周辺委縮（perifascicular atrophy）とよび、診断的な価値がある。
ウェルドニッヒ・ホフマン病とも呼ばれる脊髄性筋萎縮症１型（SMA1）など先天性の神経原性疾患ではしばしば筋束ごと全ての筋線維が萎縮しており大群集萎縮（large group atrophy）と呼ばれる。この疾患で認められる萎縮線維は丸みを帯びているのが特徴である。一方で筋萎縮性側索硬化症などの後天性神経原性疾患では萎縮線維が角ばっており、しばしば小角化線維とよばれる。ただし、これらの小角化線維は神経原性疾患において脱神経筋線維を反映しているものと考えられるが、小角化する原因は様々であり、小角化線維がすなわち神経原性変化を意味するわけではない。神経再支配を受けた後、さらに脱神経が起こると、その末梢の支配領域の筋線維が数本から数十本単位でまとまって小角化する。これを小群集萎縮（small group atrophy）という。程度が著しく筋束全体が萎縮した場合は先に述べた大群集萎縮（large group atrophy）となる。小群集萎縮も大群集萎縮もいずれも脱神経を反映する重要な所見である。
筋線維壊死・再生変化は筋ジストロフィーにおいて最も重要な所見である。筋線維は壊死すると筋線維細胞質が溶解してうすいピンク色になり内部にマクロファージが侵入する。これと平行して、筋衛星細胞から分裂した筋芽細胞が壊死線維内で分化して更に融合し、筋線維を再生する。再生繊維は盛んにタンパク質を合成しているために、核が大きく、核小体が目立つ。さらには、核や細胞質にタンパク質合成装置であるリボソームが充満しているために好塩基性に青みがかって染色される。再生線維では筋核は筋線維の内部にあり内在核という。再生が完了する頃には筋線維周辺部へ筋核は移動する。
筋ジストロフィーは壊死・再生を繰り返す疾患であるため、一つの切片内で壊死から再生完了まで様々なフェーズが観察される。一方で、発作性ミオグロビン尿症などにより一時期に一斉に壊死を起こした筋では、筋生検の時期に応じて壊死または再生の一定のフェーズの像しか観察されないことが多い。またデュシェンヌ型など筋鞘膜脆弱性を病態とする筋ジストロフィーでは、数本単位で壊死・再生線維がまとまって存在することが多い。
内在核は再生線維で認められるが再生線維以外でも筋核が内在する場合がある。代表例が先天性ミオパチーの中心核ミオパチーである。中心核ミオパチーでは大半の筋線維で筋線維中心部に筋核が存在している。したがって内在核といわず中心核と表現される。また筋強直性ジストロフィーではしばしば多数の内在核を認める。核の数は正常では筋線維内に0〜3個である。5個以上の場合は異常であり筋強直性ジストロフィーなどの可能性がある。また中心部に核が認められる（中心核）場合は筋ジストロフィーや筋強直性ジストロフィーなどで認められる。
炎症細胞浸潤は炎症性筋疾患において重要な所見である。周鞘内の血管周囲のリンパ球浸潤や壊死線維を取り囲むようなリンパ球浸潤は軽度のものは非特異的に認められるものである。多発筋炎や封入体ミオパチーでは内鞘へのリンパ球浸潤が特徴的で、非壊死性線維を囲むように存在し、時に筋線維内部にも侵入しているのが確認される。これらのリンパ球はCD8陽性の細胞傷害性T細胞である。サルコイドミオパチーでは周鞘や内鞘に類上皮細胞とラングハンス巨細胞からなる非乾酪性肉芽腫をみとめる。周辺部にはリンパ球を伴う。
時に筋線維内に空砲が認められることがある。ポンペ病では内部に好塩基性で不定型な物質をふくんだ比較的大きな空砲が認められる。この空砲はグリコーゲンや細胞質分解産物が蓄積した自己貪食空胞であり、酸フォスファターゼ染色で濃染する。脂質蓄積性ミオパチーでは、脂肪滴の増加を反映して筋線維内に小空胞をみる。糖原病のうち脱分枝鎖酵素欠損症などでは筋鞘膜直下に中心に比較的大型の空胞がみられる。内部にはグリコーゲンが蓄積している。また炎症性筋疾患ではしばしば血管壁が肥厚している。結節性動脈周囲炎では血管壁のフィブリノイド壊死がみられる。
筋線維内空胞としてはアーチファクトが多いがタイプ1線維に数多く認められる場合は脂質代謝異常の可能性もある。アーチファクトの場合は冷却が不十分になる中心部に集中し、筋選択性がない場合が多い。

### ゴモリ・トリクローム変法

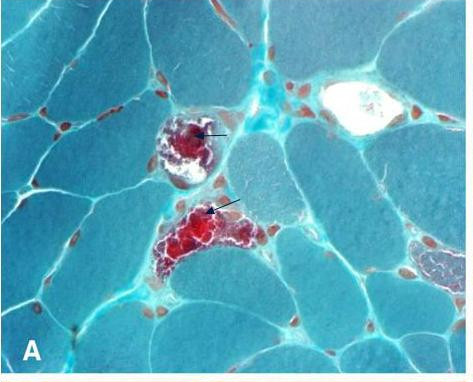
MELAS筋組織のゴモリ・トリクローム染色。

ゴモリ・トリクローム変法（modified Gomori trichrome、mGT）は基本的に特殊な構造物を染め出すための染色方法である。細胞内小器官のミトコンドリアやライソゾームが赤染されるのが特徴である。mGTで染色される構造物は8個知られている。赤～赤紫色に染色されるものとしてはネマリン小体、細胞質小体（cytoplasmic body）、tubular aggregates、縁取り空胞（rimmed vacuole）、赤色ぼろ線維（ragged red fiber）、末梢神経髄鞘の6つが知られている。また緑色に染色される構造物としてはspheroid bodyと線維組織の2つが知られている。また筋線維は青緑色に、結合組織は緑色に、有髄線維は赤色に染まる。
ネマリン小体
ネマリン小体はネマリンミオパチーで観察される。電子顕微鏡ではZ線と同様の電子密度ならびに構造を示す。ネマリンミオパチーは通常は先天性ミオパチーに分類される遺伝性疾患であるが成人発症ネマリンミオパチーと呼ばれる一群は、免疫異常などを背景として二次的にネマリン小体を形成する疾患と考えられており区別する必要がある。
細胞質小体（cytoplasmic body）
細胞質小体はデスミンやミオチリンなどZ線やその周辺の構造蛋白質を中心とした蛋白質の凝集体であり、筋原線維性ミオパチー（myofibrillar myopathy）で特徴的に認められる。但し、筋原線維性ミオパチー以外でも認められることがあるので注意が必要である。筋原線維性ミオパチーはポンペ病やネマリンミオパチーとともに早期から呼吸筋筋力低下が特徴である。細胞質小体はNADH-TR染色では抜けてみえる。
tubular aggregates
tubular aggregatesは電子顕微鏡的には筋小胞体由来と考えられる管状構造が規則正しく集まった構造物である。mGTで赤染し、NADH-TR染色で濃染する。タイプ2B線維にのみ出現する。周期性四肢麻痺で見られることが多いが、tubular aggregatesの出現を特徴とする稀な進行性家族性ミオパチーも知られている。
縁取り空胞（rimmed vacuole）
mGTでは、細胞内小器官のミトコンドリアやライソゾームが赤染する。そのため、自己貪食空胞の集塊である縁取り空胞の縁の部分は赤～赤紫色に染色される。縁の部分は細かな赤紫の顆粒で構成されており、電子顕微鏡で観察すると、この顆粒1個が自己貪食空胞ないしその類縁構造物であるミエリン様小体（myeloid body）1個を反映している。HE染色では紫色に染まる。縁取り空胞の空隙は多数の自己貪食空胞が標本作成段階でスライドグラスから剥がれてしまうためにできた人工産物であり電子顕微鏡ではこのような空隙は認められない。縁取り空胞は様々な筋疾患で観察されるが、特に封入体筋炎、眼咽頭筋ジストロフィー、多くの遠位型ミオパチーなどで診断的所見となっている。
赤色ぼろ線維（ragged red fiber、RRF）
赤色ぼろ線維は筋線維内のミトコンドリア増加を反映して、筋線維全体が赤色に染色されたものである。mGTで用いられている色素の特性から、赤色が強い部分はひび割れてくる。そのため赤色ぼろ線維という名称になった。ミトコンドリアは特に筋線維周辺部で増加するため、比較的早期の赤色ぼろ線維では筋鞘膜直下に赤色の顆粒が増加したようにみえる。赤色ぼろ線維はミトコンドリア病の診断的所見であるが加齢変化でも生じる。高齢者では正常でも認められることがある。
末梢神経髄鞘
mGTでは末梢神経の髄鞘を赤く染めるので筋内神経束内の有髄線維の評価に有用である。但し光学顕微鏡レベルでは有髄神経が保たれているのか脱落しているかの評価はできるが、軸索変性か脱髄かの判断はできない。
spheroid body
筋原線維性ミオパチーではmGTで緑色に染色される封入体が筋線維に認められる。これは蛋白質凝集体でありspheroid bodyとよばれる。
線維組織
mGTでは線維組織は緑色に染色される。

### NADHテトラゾリウム還元酵素
NADH-テトラゾリウム還元酵素（NADH-tetrazolium reductase、NADH-TR）はNADH存在下でnitro blue tetrazolium(NBT)を還元して青色に発光させる酵素組織化学染色である。NADHを補酵素とする各種脱水素酵素の活性を反映する。筋線維内では、筋小胞体、ミトコンドリア、ライソゾームが主に染色される。ミトコンドリアはタイプ1線維に多いことからタイプ1線維はタイプ2線維よりも濃染する。したがってミオシンATPase標本がない場合には簡易の筋線維タイプ分別をNADH-TRで行うことがある。筋小胞体は筋線維の周囲を一本、一本取り巻いて分布しているため、NADH-TR染色では筋線維内に筋原線維と筋原線維の間隙を結ぶ網状の構造が染め出される。これを筋原線維間網（intermyofibrillar network）という。筋原線維網の配列の乱れをみることにより間接的に筋原線維の配列の乱れを評価することができる。そのためNADH-TRは主に筋原線維の配列の乱れを評価するのに用いられる。筋原線維網の異常として代表的なもの分葉線維(lobulated fiber)、虫食い線維（moth-eaten fiber）、コア（core）、マルチミニコア（multiminicore）、target/targetoid線維、peripheral haloなどがある。神経線維のタイプ分別の他、神経線維間網の異常の検出に優れて方法であり、セントラルコア病の診断に有用である。
分葉線維
分葉線維(lobulated fiber)はカルパイン3遺伝子変異を原因とする肢帯型筋ジストロフィー2A型の進行期に典型的に認められる。但し、他の肢帯型筋ジストロフィーやベッカー型筋ジストロフィーなどでも認められることがあるので、注意が必要である。
虫食い線維
虫食い線維（moth-eaten fiber）は内分泌異常や中毒性ミオパチーなどを含む幅広い筋原性疾患で出現する。また筋炎の傍炎症部でもしばしば認められる。疾患特異性の低い所見である。
コア
コア（core）は典型的にはセントラルコア病で認められる。コア部分はミトコンドリアや筋小胞体を欠いているため染色されないが筋原線維自体は存在する。但しZ線が乱れている。
マルチミニコア
マルチミニコア（multiminicore）はマルチミニコア病で認められる。しばしば虫食い線維との鑑別が難しいことがある。
target/targetoid線維
target/targetoid構造はコアと似ているものの、縦断面でみた場合、コアが典型的には筋線維全長にわたり認められるのに対して、target/targetoid構造の長さは様々で全長にわたることはない。しかし本質的には同じ構造変化という考えもある。中心部にはしばしばspheroid bodyをみとめる。基本的に疾患特異性はないが、多数認められる場合は神経原性変化を反映していることが多い。
peripheral halo
X連鎖性ミオチュブラーミオパチーでは、ほぼ全ての筋線維が小径で丸み帯びている。NADH-TRでは筋線維中心部の染色性が増加する一方で周辺部が抜けてみえる。これをperipheral haloとよぶ。先天性筋強直性ジストロフィーの一部でも同様の所見を呈することがある。

### ミオシンATPase
ミオシンATPaseは筋線維のタイプ分別のための染色である。各筋線維タイプのミオシンATPaseが活性をもつための至適pHが異なることを利用して、一定のpH下で前処置をしてから活性染色を行うことで各筋線維タイプを染め分ける。成人の骨格筋、特に生検をよくされる上腕二頭筋や大腿直筋では1、2A、2Bがモザイク状に分布し各々1/3ずつとなる。病的筋ではこれに加えて未熟性を反映したタイプ2C線維が出現する。アルカリ側pH（pH 10.6付近）の前処置ではタイプ1線維のミオシンATPase活性が失われ、タイプ2線維のみが染色される。一方、酸性側（pH 4.2付近）では逆にタイプ1線維のみが染色される。pH 4.2付近より少し上げると、pH 4.6付近でタイプ2B線維のみ中間色で染色されるようになる。タイプ2C線維は、どのpHで前処置しても活性が残る。このような染色性の差をみることで、各筋線維タイプを分別することができる。
| 筋線維タイプ       | 1    | 2A   | 2B         | 2C         |
| ------------------ | ---- | ---- | ---------- | ---------- |
| ATPase（ルーチン） | 淡染 | 濃染 | 濃染       | 濃染〜中間 |
| ATPase（pH4.6）    | 濃染 | 淡染 | 濃染〜中間 | 濃染       |
| ATPase（pH4.2）    | 濃染 | 淡染 | 淡染       | 濃染〜中間 |
| NADH-TR（SDH）     | 淡染 | 濃染 | 濃染       | 中間       |
| PAS                | 淡染 | 濃染 | 濃染       | 中間       |
| ホスファターゼ     | 淡染 | 濃染 | 濃染       | 中間       |

ある筋線維タイプが55%を超えるとき、ある筋線維タイプが欠損しているとき、ある筋線維タイプが細い時、2C線維が多く存在する場合は異常である。タイプ1線維の選択的な萎縮がみられる場合は、ほぼ間違えなく筋原性疾患である。特にネマリンミオパチーなど先天性ミオパチーでは大部分の例でタイプ1線維萎縮を認める。後で説明する筋線維タイプ群化ではなく、すなわち神経原性疾患が認められずタイプ1線維が55％以上を占める場合はタイプ1線維優位と呼ぶが、先天性ミオパチーではタイプ1線維萎縮に加えて、しばしばタイプ1線維優位とタイプ2B線維欠損を伴っている。セントラルコア病、ネマリンミオパチー、ミオチュブラーミオパチーなどが代表疾患である。先天性ミオパチーのうち、タイプ1線維萎縮を認めるもののネマリン小体や中心核などの他の先天性ミオパチーの疾患特徴的所見を欠く場合、先天性筋線維タイプ不均等症と呼ばれる。タイプ1線維萎縮は先天性ミオパチー以外にも筋強直性ジストロフィーやベッカー型筋ジストロフィーなど幅広い筋原性疾患に認められる。タイプ1と2線維の径が12%以上の差がある場合も異常である。タイプ1線維が細いのは筋強直性ジストロフィー（先天型、成人型）、不動性委縮、強直性脊椎症候群、微小重力状態などでも認められる。一方、タイプ2線維萎縮（特にタイプ2B線維萎縮）は疾患特異性が低く、廃用性萎縮、低栄養、中枢神経障害（脳性麻痺、脳卒中後、変性疾患）、ステロイドミオパチー、低栄養、老人、膠原病などで認められる。
脱神経が起こると神経連絡が保たれている軸索からsproutingが起こり、脱神経筋は神経再支配を受ける。この際、神経再支配を受ける。この際、神経再支配を受けた筋線維のタイプは再支配を行った脊髄前角細胞によって規定される。本来正常筋では、異なる前角細胞によって神経支配を受けたタイプの異なる筋線維がモザイク状に入り混じって分布している。ところが、神経再支配がおこると、近接する線維が同一の前角細胞によって支配されるようになり、モザイクパターンが崩れて同一の筋線維タイプがまとまって存在するようになる。これを筋線維タイプ群化（fiber type grouping）という。筋線維タイプ群化は神経原性疾患の証拠になる。群化の傾向が強い時は生検筋内すべてが特定の線維パターンになる時もある。

### 免疫染色
ジストロフィン染色や表面マーカー染色を行うことがある。炎症性筋疾患でもENMCの診断基準に当てはめる場合は必要である。

## 筋線維の病理学的変化
筋線維の大小不同
小さい線維や大きい線維が多数存在する場合を筋線維の大小不同という。筋線維の大小不同に規則性がなく、広範であれば筋原性疾患であることが多い。
小角化線維
多角形を失い正常よりも小さく三角形になった筋線維を小角化線維という。これは通常では存在しない。線維があって、群委縮の所見があれば神経性疾患であることが多い。
濃染線維
小さな多角性の線維を背景にして、はっきりとした円形をし、クロマチンにとむ特徴をもつ。筋ジストロフィーで高頻度に認められる。
肥大
筋線維が大きくなりそれによりしばしば多角形を失う。肥大線維は代償性の変化であり、しばしば中心核やスプリッティングを伴う。
萎縮
萎縮線維は筋疾患では丸みを帯びて、神経原性変化では角ばっている。萎縮の最終段階では核袋となり筋原線維基質を大きく退けた筋細胞内の核凝集が認められる。この段階では神経原性、筋原性の区別はない。萎縮線維を確認する場合はその分布が重要である。不規則か、どのような集団をなしているかである。繊維束萎縮や群集萎縮は脱神経の特徴であり萎縮線維が筋束の一部をなして集簇する。筋束周辺萎縮は萎縮線維が筋束の端にならび、萎縮の程度は縁に近いほど強い。筋束周辺萎縮は皮膚筋炎で認められる。不規則に散在した萎縮線維は特異な疾患の特徴ではなく、両方の筋線維のタイプを含むときは脱神経の初期段階をしめす。筋線維のタイプごとの萎縮もある。タイプ1線維萎縮は通常は筋強直性ジストロフィーや先天性ミオパチーで認められる。発育障害の結果と考えられる。タイプ2線維萎縮は高頻度に認められ廃用、慢性疾患、ステロイド治療など様々な状態と起こる。
筋線維タイプの優位性と欠損
筋線維の比率は筋毎に異なる。しかし三角筋、上腕二頭筋、大腿四頭筋、腓腹筋ではタイプ1線維、タイプ2線維どちらでも55%を超えたら優位性の異常である。タイプ1優位性は先天性ミオパチーで、タイプ2優位性は筋萎縮性側索硬化症で認められる。
間質の変化
サルコイドーシス、アミロイドーシス、血管炎などの診断につながることもある。筋内膜の線維化は筋ジストロフィーを示唆する。筋ジストロフィーや炎症性筋疾患では炎症細胞浸潤が認められる。どんな疾患でも最終段階は筋組織が線維結合組織や脂肪組織に置き換わる。
核の異常
中心核（内在核）が筋線維の5%以上に認められれば異常である。再生段階にある筋はしばしば中心核をもつ。核内封入体は封入体筋炎や眼咽頭筋型ジストロフィーといった疾患で認められる。
分割線維
肥大線維で認められる。筋腱移行部では病的意義はない。
壊死線維
壊死線維はHE染色で細胞質が均一化し、ガラス様になり淡くそまる。縦断像では横紋が消失する。筋線維に徐々に空砲ができ、炎症細胞が基底膜を超えて浸潤する。筋細管内にマクロファージやTリンパ球が浸潤し、筋線維の知覚から再生筋芽細胞が出現する。最終的には血管周囲の炎症細胞が移る。線維の変性は筋ジストロフィーや炎症性筋疾患、中毒性筋疾患が特徴である。壊死線維、変性線維は神経原性筋萎縮の最終段階としては認められることもあるが、原則は筋疾患を示唆する。
好塩基性線維
再生筋線維のことでRNAが豊富である。
ターゲット線維
ターゲット線維は正常標本でも、とくにNADH-TRではよく認められる。ターゲット線維はタイプ1線維であることがほとんどであり、中心に酵素活性を欠き、色がぬける。その外側は酸化酵素が豊富で環状にくらくなる。さらにその周囲は正常という構造であり、脱神経で認められる。外側が暗くならない場合は類ターゲット線維という。この場合は脱神経の特異度は低い。
空胞 vacuole
非ライソゾーム蓄積病
McArdle病の糖原やカルニチン欠損症の脂肪がこれにあたる。
ライソゾーム蓄積病の空砲
酸ホスファターゼ染色や蓄積物により見分ける。
ライソゾームが高活性化した自己貪食空砲
酸ホスファターゼ染色により明らかになる。
縁取り空胞 rimmed vacuole
封入体筋炎で認められる。周囲は顆粒状でHE染色では好塩基性、Gomoriトリクロームでは赤くなり、電子顕微鏡では、膜の残屑や中間フィラメントより構成されているのを認める。
周期性四肢麻痺において内膜組織の拡張により生じた空胞
筋原線維の欠損による空胞
赤色ぼろ線維 ragged red fiber
筋内膜下や筋原線維間に集塊で存在し、ミトコンドリア筋症に目立つ。Gomoriトリクロームでは赤く、HE染色では青い。主に異常なミトコンドリアからなり酸化酵素を多く含み、そのためNADH-TRやSDH染色で濃染する。超微構造では糖原や特に脂肪の蓄積を認める。60歳未満で認められればミトコンドリア筋症を強く示唆するが高齢者ではミトコンドリア以外の障害でも赤色ぼろ線維を散見する。また赤色ぼろ線維がなくともミトコンドリア病を否定出来ない。
管状物質集積
低カリウム性周期性四肢麻痺に認められる。

### 筋原性と神経原性の鑑別
筋病理における神経原性、筋原性の鑑別点をまとめる。神経原性変化で重要な所見はgroup atrophyとfiber type groupingの2つだけである。筋原性変化を示す所見は多数知られている。筋線維の壊死・再生、コアなど筋線維の変化、筋核の変化、ネマリン小体などの封入体、タイプ1線維萎縮、タイプ1線維優位、内鞘へのリンパ球浸潤などがあげられる。近年は神経原性変化と筋原性変化の区別を筋病理では行わなくなった。
| 筋原性                           | 神経原性                             |
| -------------------------------- | ------------------------------------ |
| 相当な大小不同                   | 巣状の萎縮線維                       |
| 円形線維                         | 角化線維                             |
| 核の増加                         | 筋細胞質の萎縮による核のみかけの増加 |
| 筋鞘内核                         | 筋鞘内核を認めない                   |
| 壊死再生筋線維あり               | 壊死再生筋線維なし                   |
| 収縮蛋白の筋細胞質内における変化 | ターゲット線維                       |
| 間質の線維化が目立つ             | 間質の線維化が乏しい                 |
| 炎症細胞浸潤あり                 | 炎症細胞浸潤なし                     |

## 筋病理の各論
筋ジストロフィー、遠位型ミオパチー、筋強直症候群、先天性ミオパチー、ミトコンドリア病、筋炎、ミオパチーなども参照とする。

### 炎症性筋疾患
筋炎は筋炎特異的自己抗体の発見と筋病理学の進歩により分類が大きく変わりつつある。自己抗体が次々と明らかになり臨床病理学的特徴が異なることが明らかになったこと、従来多発筋炎と病理学的に診断されていた例のほとんどが実際には封入体筋炎であったこと、臨床的に多発筋炎と診断されていた例の殆どが筋病理学的には免疫介在性壊死性ミオパチーであった。筋病理学的な立場では多発筋炎はもはや存在しない疾患との位置づけになっている。筋病理学を中心に炎症性筋疾患は皮膚筋炎、抗合成酵素症候群、免疫介在性壊死性ミオパチー、封入体筋炎に分類されることが一般的になった。
筋炎の診断のための筋生検はMRIで浮腫性変化がある部位から採取する。高用量PSL投与前後の筋生検の病理像に関しての報告がある。免疫染色を行って両者を比較するとステロイド療法後に筋肉に浸潤しているリンパ球数が減り、筋肉内の炎症性サイトカインや血管内皮細胞での細胞接着因子の発現や筋肉のHLA-ABC発現の低下が示されている。そのため筋生検は治療前に行うことが望ましい。筋病理に関して下記のようにまとめる。

#### 筋原性変化
筋原性変化は炎症性筋疾患の他、ミオパチーなどでも認められる所見である。筋線維径のサイズは大小不同を呈し、筋線維の形は円形化する。慢性経過症例では100μm以上の肥大線維を認め、筋内鞘が開大し、間質の開大や線維化をみとめることもある。線維の中心部に核がある、いわゆる中心核を認めることも多い。壊死・再生筋をみとめる。NADH-TR染色では筋原線維間網の乱れが認められAcidP染色では再生線維で活性の上昇が認められる。

#### 皮膚筋炎
筋原性変化が認められる。筋束辺縁部萎縮（perifascicular atrophy）が最もよく知られた診断的所見である。筋束辺縁部の筋線維の萎縮である。抗MDA5抗体陽性例では筋束辺縁部萎縮を認めないことが多い。筋束辺縁部萎縮周辺の筋線維はミトコンドリアやライソゾームが増加し細胞質が好塩基性に染色され、時にpunched-out vacuoleと呼ばれる空砲を有し、大型の内在核を伴っている。punched-out vacuoleは特に抗TIF-γ抗体陽性例で高頻度に認められる。筋束辺縁部の筋線維はミトコンドリアやライソゾームの増加を反映してNADH-TRで濃染する一方で、しばしばCOX活性が低下している。筋周鞘の血管周囲の単球浸潤もしばしば認められるが疾患特異性は低い。一部の症例では微小梗塞を認める。微小梗塞は小児例に多く、抗NXP-2抗体陽性例に多い。抗Mi-2抗体陽性例の筋病理は独自で、筋束辺縁部に壊死・再生筋が豊富に認められる。このような所見は筋束辺縁部壊死（perifascicular necrosis）と呼ばれる。また筋周鞘に浮腫が強い傾向があり、結合組織の断片化を認めるとともに、しばしばアルカリホスファターゼ活性が発現している。
　免疫染色では筋細胞膜にHLA-ABCが発現するとともに内鞘毛細血管への膜侵襲複合体（MAC）沈着を認める。HLA-DRが一部の筋線維で発現した症例も存在するが稀である。正常ではHLA-ABCは血管内皮に発現するが筋細胞膜では発現していない。全体の50％以上の筋線維の筋細胞膜にHLA-ABCの発現亢進を認める場合は検査陽性としたとき、筋炎の診断感度は100％であり、特異度は94％という報告もある。HLA-ABCの筋線維の発現は、疾患活動初期より認め、炎症細胞浸潤に先立ち、疾患の慢性経過時にも残存することが知られている。ミクソウイルス抵抗性蛋白質A（myxovirus resistance protein A、MxA）はⅠ型インターフェロン（IFN-Ⅰ）で誘導される代表的な蛋白質である。骨格筋の筋線維におけるMxAの発現は筋束辺縁部萎縮（perifascicular atrophy）よりも皮膚筋炎の診断で感度・特異度ともにすぐれており2018年の改訂で診断基準にも含まれるようになった。皮膚筋炎は全身性エリテマトーデスや関節リウマチとともにⅠ型インターフェロノパチーとして認識されるようになった。
　電子顕微鏡では血管内皮にtubuloreticular inclusions(TRIs)と呼ばれる管状構造物の集塊を認める。
　かつては血流障害の結果、筋束辺縁部萎縮が生じると考えられていたが反論が多い。Ⅰ型インターフェロンの下流遺伝子の発現亢進で筋束辺縁部萎縮が生じるという仮説もある。また皮膚筋炎で認められる炎症細胞はCD4陽性T細胞やB細胞が主体であり、CD8陽性T細胞を認めることは少ない。検出される自己抗体によって臨床症状や病理所見多少異なることが明らかになってきた。
| 自己抗体 | 臨床的特徴         | 病理学的特徴                                                                        |
| -------- | ------------------ | ----------------------------------------------------------------------------------- |
| TIF1-γ   | 成人で悪性腫瘍合併 | Perifascicular atrophy、毛細血管へのMAC沈着、punched-out vacuoles                   |
| MDA5     | 無筋症性皮膚筋炎   | Perifascicular atrophyは稀、毛細血管へのMAC沈着                                     |
| Mi-2     | 筋力低下、高CK血症 | Perifascicular necrosis、周鞘ALP発現、周鞘結合組織断片化、、毛細血管へのMAC沈着は稀 |
| NXP-2    | 若年性皮膚筋炎     | 微小梗塞                                                                            |
| SAE      | 広範な紅斑         | ？                                                                                  |

#### 抗合成酵素症候群
筋原性変化が認められる。筋束辺縁部に壊死・再生線維が分布する筋束辺縁部壊死（perifascicular necrosis）、筋周鞘の結合組織断片化、筋周鞘のアルカリホスファターゼ活性発現が特徴的である。抗Mi-2抗体陽性皮膚筋炎での所見と酷似するが免疫染色の所見は大きく異なる。抗合成酵素症候群では筋線維にMxAの発現が認められない。またHLA-ABCが比較的強く発現し、HLA-DRが発現する筋線維を認めることもある。抗合成酵素症候群ではⅠ型インターフェロン経路ではなくⅡ型インターフェロン経路の亢進が示唆されている。

#### 免疫介在性壊死性ミオパチー
筋原性変化が認められる。壊死・再生筋にマクロファージの浸潤が認められる。リンパ球浸潤は認めないか、あっても反応性の変化として説明が可能なものである。慢性に経過する例では間質の線維化や脂肪浸潤が認められる。免疫染色では筋線維膜でのHLA-ABCの発現増加が認められるが皮膚筋炎や封入体筋炎と比べると非常に軽度である。通常はHLA-DRの発現は認められない。一部の筋線維膜で膜侵襲複合体（MAC）沈着を認める。またp62が筋細胞質内で顆粒状に染まり、自己貪食に関わるシャペロン蛋白と共局在している。抗ミトコンドリアM2抗体陽性筋炎も病理学的には免疫介在性壊死性ミオパチーに分類せざるを得ない例が多い。

#### 多発筋炎
その他の自己免疫性筋炎と同様に筋原性変化が認められる。特徴的であるのは筋内鞘主体に炎症細胞浸潤を認めるということである。筋束の外である筋周鞘に存在するリンパ球は非特異的であり診断的特異性は殆どない。HE染色では小型単核球が非壊死筋線維を取り囲み、内部に侵入する像を認める。
　免疫染色ではCD8陽性T細胞が筋内鞘を主体としたスペースに浸潤し、HLA-ABCを発現している非壊死筋線維を取り囲み、筋線維内に侵入する像を認める。これをCD8/MHC class Ⅰ complexという。この所見は皮膚筋炎では認められず多発筋炎に特徴的な所見と考えられていた。筋内鞘主体にCD68陽性マクロファージを認める。電子顕微鏡では非壊死筋線維に単核球が接し、同部位では筋線維の基底膜は消失している。つまり、単核球が筋線維の基底膜を破壊して、筋線維の細胞質に侵入していると考えられている。筋線維の筋原性変化、HLA-ABCの筋細胞膜への発現亢進所見のほか、CD8陽性T細胞が非壊死筋線維を取り囲み、筋線維内に侵入する像を認めることが特徴的かつ診断的と考えられている。ヨーロッパ神経筋センター（European Neuromuscular Centre、ENMC）の診断基準ではCD8陽性T細胞が非壊死筋線維を取り囲み、筋線維内に侵入する像を認めると確実な多発筋炎と診断される。
　多発筋炎の病態機序としてはCD8陽性T細胞が筋内鞘中心に侵入し、パーフォリンと呼ばれる物質を放出しながら筋線維の基底膜を破って線維の内部に入り込み、筋線維を障害すると考えられている。皮膚筋炎と異なり多発筋炎では筋局所において細胞性免疫機序が存在する。臨床的な多発筋炎の多くは病理学的には壊死性ミオパチーである。「CD8陽性T細胞の筋内鞘および非壊死性線維内部への浸潤を伴う」という多発筋炎の組織学的な定義を用いると多発筋炎と病理学的に診断される例はほとんどなく、そのような所見を示す例の殆どが封入体筋炎である。

#### 封入体筋炎
その他の自己免疫性筋炎と同様に筋原性変化が認められる。小型単核球が非壊死筋線維を取り囲み、内部に侵入する像を認める。本所見は後述する縁取り空砲と共に、封入体筋炎に診断的な所見の一つである。ゴモリ・トリクローム変法（modified Gomori trichrome、mGT）では赤色に染色される顆粒状物質で縁取られる縁取り空砲（rimmed vacuole）が認められる。縁取り空砲は変性した筋線維に存在し、封入体筋炎症例の全筋繊維の1～6％に認めると報告されている。また、高頻度に赤色ぼろ線維（ragged red fiber、RRF）が認められる。赤色ぼろ線維はまだらに赤色に染色される筋線維であり、AcidP染色では空砲において高い活性を示す。
　免疫染色を行うと、多発筋炎と同様にCD8抗体陽性T細胞が筋内鞘主体に浸潤し、HLA-ABCを発現している非壊死筋線維を取り囲み、筋線維内に侵入するCD8/MHC class Ⅰ complexが認められる。このことから封入体筋炎は局所的に細胞性免疫機序が存在することが示唆される。縁取り空砲の中や周囲の細胞質にコンゴーレッド染色で赤く染色されるβアミロイド（細胞内のアミロイド沈着）が認められる。βアミロイドの他にLC3やp62などのオートファジー関連蛋白質やTDP-43などの異常蓄積蛋白質の免疫染色で筋細胞質に顆粒状に認められる。筋線維内にアルツハイマー病様蛋白質や自己貪食や小胞体ストレスなどの要素が存在することは封入体筋炎において変性機序も存在することを示唆する。
　電子顕微鏡では筋細胞膜直下に空砲を認め、その内部にはグリコーゲン、膜様構造物、ミエロイド小体などが観察される。細胞質内または核内に直径15～20nmのfilamentous inclusionを認める。この封入体は封入体筋炎に特異的なものではなく、縁取り空砲をもつ細胞に高頻度に認められる。
　2008年のMRC centre封入体筋炎ワークショップでは筋原性変化とHLA-ABCの筋細胞膜での発現亢進に加え非壊死筋線維への単核球の侵入像、縁取り空胞をもつ筋線維、細胞質内アミロイド沈着または電子顕微鏡でfilamentous inclusionを認めるものを病理所見から確実な封入体筋炎と診断される。
LC3やp62などのオートファジー関連蛋白質やTDP-43などの異常蓄積蛋白質の免疫染色のほうがゴモリ・トリクローム変法の縁取り空胞や赤色ぼろ線維より感度がよい。

### 遺伝性ミオパチー
遺伝性ミオパチーは筋ジストロフィー、先天性ミオパチー、代謝性ミオパチーの3つに分類される。分子解析が進むにつれ、この古典的分類は意味をもたなくなりつつある。
筋ジストロフィー
筋線維の変性と再生により典型的に特徴づけられる進行性ミオパチーである。筋病理では筋ジストロフィーにおいても反応性の細胞浸潤がしばしば認められる。特に顔面肩甲上腕型筋ジストロフィー（FSHD）、LMNA遺伝子変異による筋ジストロフィーやジスフェルリン遺伝子変異による筋ジストロフィーが有名である。LMNA遺伝子変異による筋ジストロフィーはエメリ・ドレフェス型筋ジストロフィーやLGMD1Bを呈する。またジスフェルリン遺伝子変異はLGMD2Bを呈する。原則としては炎症性筋疾患ではHLA-ABCが筋線維に発現するが筋ジストロフィーでは発現しないことが多い。
先天性ミオパチー
典型的には超早期に発症し、非進行性または非常に緩徐に進行する傾向があり、特有の筋病理変化により特異的な形態学的診断ができる。
代謝性ミオパチー
主としてグリコーゲン、脂質蓄積、ミトコンドリア病を含む。

### 神経原性筋萎縮症
上位ニューロン障害では廃用性萎縮を示し、非特異的な2B線維萎縮が認められる。下位ニューロン障害では脱神経による小径化、神経再支配による筋線維タイプ群化（fiber type grouping）がおこる。脱神経によって筋線維は小径化する。小径化した線維は正常大の筋に圧迫され角張ってみえるため小角化線維（small angular fiber）という。萎縮線維は群をなす傾向があり、小群萎縮（small groups of atrophic fibers）を示し、進行すると筋束全てが萎縮筋となり大群萎縮（large groups of atrophic fibers）となる。大群萎縮はウェルドニッヒ・ホフマン病で必ず認められる。また神経再支配がおこると再支配神経にあわせて筋線維のタイプが変化する。このため通常はタイプ1とタイプ2の線維がモザイク状に分布するがその分布がくずれ、筋線維タイプ群化（fiber type grouping）がおこる。筋線維タイプ群化は神経再支配を示す重要な所見である。